# Dinastija Xin
Dinastija Xin (kineski: 新朝, pinyin: Xīn Cháo, transliteracija: Sin Č'ao; što znači „Nova dinastija”) je bila kineska dinastija (iako je, strogo gledajući, imala samog jednog cara) na vlasti od 9. do 23. godine. Slijedila je Zapadnoj, a prethodila Istočnoj dinastiji Han.
Jedini car iz dinastije Xin bio je Wang Mang (王莽), član visoke obitelji koja se vjenčala u kraljevski klan, tj. nećak Velike carice majke Wang Zhengjun. Nakon smrti njenog posvojenog unuka cara Aija 1. pr. Kr., Wang Mang je došao na vlast. Nakon nekoliko godina pažljivog stvaranja kulta ličnosti, konačno se proglasio carem 9. godine. Iako je Mang dobio vlast ubojstvima i intrigama, bio je reformist koji je želio bolju, manje korumpiranu vladu. Zemlju koja je većim dijelom bila u vlasništvu feudalaca, koji su je po astronomskim cijenama iznajmljivalji seljacima, Mang je stavio pod svoju upravu, udarajući tako u same temelje moći baruna i vlastele. Zemlja je bila podjeljena na jednake dijelove i dana farmerima koji su je kultivirali. Zatim je ukinuo ropstvo, davao bez intresne zajmove farmerima i postao vođa Konfucionističkog učenja. Dakako, ove promjene su naišle na ozbiljna protivljenja opozicije.
Iako hvaljen kao učenjak i sposoban političar, Wang Mang se pokazao nesposobnim vladarom. Feudalni baruni su osnovali savez i usprotivili se Wang Mangu. Ujedinila ih je Liu obitelj i uslijedio je građanski rat. Kako je carstvom zavladao nemir, vojna tajna društva su osnovali bande i napadala sela i gradove. Wang je vjerovao da će valjane institucije naposljetku donijeti mir Kini, ali 23. god., vojska vođena klanom Liu srušila je vrata Chang'ana, ubila Wang Manga, i ponovno uspostavila dinastiju Han s preživjelim pripadnicima carskog klana.